# Роккі 4
Роккі 4 (англ. Rocky IV) — американський антирадянський фільм 1985 року. В 2021 році Сталлоне випустив режисерську версію під назвою «Роккі IV: Роккі проти Драго» яка вийшла в кінотеатрах 11 листопада 2021 року.

## Сюжет
Після перемоги над Ленгом та дружнього спарингу з Аполло Крідом Роккі повертається додому до Філадельфії, для святкування дня народження Полі та  9-ї річниці весілля з Адріаною. У США прибуває абсолютний чемпіон СРСР серед любителів капітан Іван Драго із дружиною Людмилою, менеджером Миколою Колоффом та командою тренерів, очолюваних Сергієм Римським.  Двометровий важкоатлет Драго демонструє силу удару в 1850 фунтів на квадратний дюйм, що в кілька разів перевершує удар звичайного боксера. Охоплений хвилею патріотизму Аполло Крід вирішує кинути виклик Драго. Роккі не схвалює цю ідею, але погоджується допомогти другу. На прес-конференції Аполло висміює Драго, ледь не відбувається бійка.
Аполло влаштовує яскравіше шоу, ніж при першій його зустрічі з Роккі, Джеймс Браун виконує хіт «Жити в Америці». Аполло переміщається довкола противника завдаючи йому ударів. Драго холоднокровно вичікував момент, завдає страшного удару, що дезорієнтує Аполло і жорстоко б'є його. У перерві Роккі благає Аполло зупинити бій, але Аполло вибиває з Роккі обіцянку не викидати рушник. У другому раунді Драго заганяє супротивника у кут і добиває його. Після гонгу, відштовхнувши арбітра, Драго завдає кілька потужних ударів, Аполло падає на ринг. Драго спокійно заявляє журналістам: Помре так помре.
Після похорону Аполло Роккі викликає Драго на бій. Він не отримає жодних грошей, оскільки комісія відмовилася санкціонувати цей бій і змушений відмовитися від чемпіонського титулу, оскільки Драго розцінюється як боксер-аматор. Бій призначений у Москві, на Різдво.
Роккі та його команда: колишній тренер Аполло Тоні «Дьюк» Еверс та Полі прилітають до СРСР, де на його прохання радянська влада надала йому відокремлений хутір. Роккі тренується за допомогою підручних засобів, робить пробіжки горами, колить дрова. Усюди його супроводжують агенти КДБ. У цей час Драго тренується на високотехнологічному обладнанні та вдається до ін'єкцій стероїдів. До Роккі приїжджає Адріана.
На поєдинку у Москві присутні члени Політбюро, старші офіцери всіх родів військ. Драго заявляє американцю: - Я зламаю тебе. Перший раунд проходить з перевагою Драго, але наприкінці другого раунду удар Роккі розсікає повіку Драго. Тоні каже Роккі: Бачиш, він не машина! Він людина! Іван Драго каже у своєму кутку тренерам: Неправда. Він не людина. Він шматок заліза.
Бій перетворюється на відверте побоїще, яке триває всі п'ятнадцять раундів. Радянські глядачі здивовані стійкістю Роккі та починають вигукувати його ім'я. Розгніваний Колофф накидається на тренера: Ти тренував цього дурня! Він — ганьба! а потім на самого Драго: Вони вболівають за нього, ідіот! Переможи! Драго піднімає його за комір і кидає на глядачів. У заключному раунді сили Драго нарешті виснажуються, а Роккі знаходить останні сили на могутні удари, нокаутуючи супротивника.

## У ролях
| Актор              | Роль          |
| ------------------ | ------------- |
| Сильвестр Сталлоне | Роккі Бальбоа |
| Талія Шайр         | Едріан        |
| Берт Янг           | Полі          |
| Карл Везерс        | Аполло Крід   |
| Бриджит Нільсен    | Людмила       |
| Тоні Бертон        | Дюк           |
| Майкл Патакі       | Ніколі Колофф |
| Дольф Лундгрен     | Іван Драго    |

## Саундтрек
| Частина перша | Частина перша       | Частина перша                      | Частина перша                 | Частина перша |
| #             | Назва               | Автор                              | Artist(s)                     | Тривалість    |
| ------------- | ------------------- | ---------------------------------- | ----------------------------- | ------------- |
| 1.            | «Burning Heart»     | Jim Peterik Frankie Sullivan       | Survivor                      | 3:51          |
| 2.            | «Heart's on Fire»   | Vince DiCola Ed Fruge Joe Esposito | John Cafferty                 | 4:14          |
| 3.            | «Double or Nothing» | Paul Williams Steve Dorff          | Kenny Loggins & Gladys Knight | 3:25          |
| 4.            | «Eye of the Tiger»  | Peterik Sullivan                   | Survivor                      | 3:46          |
| 5.            | «War»               | DiCola Bill Conti                  | Vince DiCola                  | 5:53          |

| Частина друга | Частина друга          | Частина друга                | Частина друга | Частина друга |
| #             | Назва                  | Автор                        | Artist(s)     | Тривалість    |
| ------------- | ---------------------- | ---------------------------- | ------------- | ------------- |
| 1.            | «Living in America»    | Charlie Midnight Dan Hartman | James Brown   | 4:40          |
| 2.            | «No Easy Way Out»      | Tepper                       | Robert Tepper | 4:32          |
| 3.            | «One Way Street»       | Peter Cox Richard Drummie    | Go West       | 4:37          |
| 4.            | «The Sweetest Victory» | Jake Hooker Duane Hitchings  | Touch         | 4:26          |
| 5.            | «Training Montage»     | DiCola                       | Vince DiCola  | 3:37          |